# Encontre dels tres vius i els tres morts

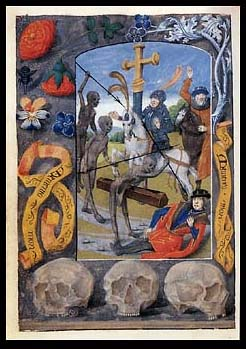
Miniatura amb l'Encontre dels tres vius i els tres morts a un Llibre d'hores flamenc de finals del.

L'encontre dels tres vius i els tres morts és un tema present a la literatura i les arts plàstiques de l'edat mitjana. D'origen probablement francés, es va estendre per la resta d'Europa. Encara que alguns elementes siguen variables, les diferents versions del motiu mostren l'encontre entre tres homes vius, generalment tres nobles, i tres cadàvers animats. El tema servia d'il·lustració per a tòpics morals i religiosos relatius a la vanitat de les glòries mundanes i la necessitat de preparar-se per a la mort. Forma part del conjunt de temes macabres habituals a l'art medieval.

## L'Encontrea la literatura
L'origen del tema sembla estar a la literatura francesa del segle xiii. Se'n conserven diferents versions, entre aquestes les del poeta Nicolau de Margival i la de Balduí de Condé, trobador a la cort de Margarida II de Flandes, així com d'altres anònimes. Es tracta en tots els casos de poemes dialogats, en què els morts retrauen als joves nobles els seus pecats i els recorden que la mort arribarà també per a ells. Es tracta, per tant, d'una il·lustració d'alguns dels tòpics més feqüents en la literatura medieval, com ara el del memento mori o el de contemptu mundi.
En el cas francés, les versions literàries del tema són anteriors a les pictòriques, que probablement en deriven. En canvi, a Itàlia no es troba cap exemple literari sinó després de l'aparició de versions figuratives.

## L'Encontrea les arts plàstiques

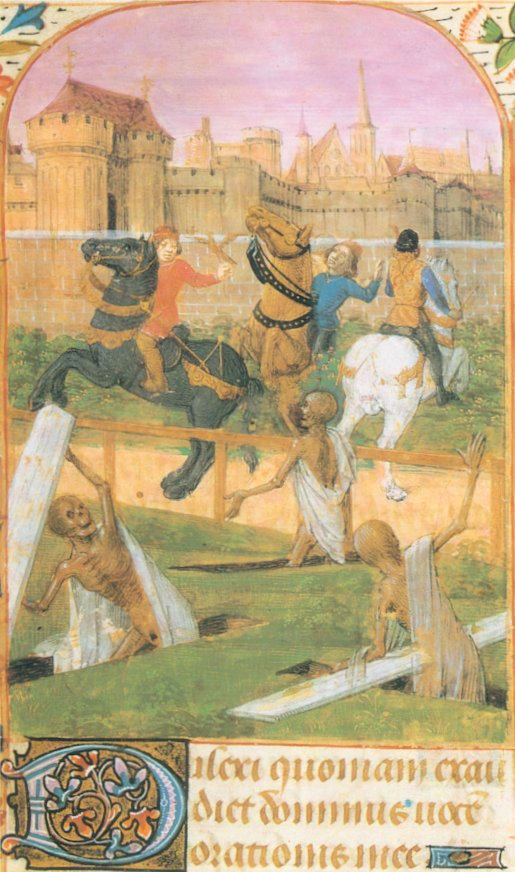
LEncontre a un llibre d'hores del segle XV

Pel que fa a les representacions plàstiques del tema, es poden trobar tant versions pictòriques com, en menor mesura, escultòriques. Les versions pictòriques són sobretot miniatures dins de llibres, com ara llibres d'hores, psalteris, etc., per tal de reforçar visualment les reflexions sobre la vanitat del món i la certesa de la mort. També es troben versions de pintura mural, pintura sobre taula, vitralls, i d'altres.
Les representacions de l'Encontre poden dividir-se en dos grans grups:
- L'anomenat Encontre-Diàleg o Arsenal-Grup, predominant a França, en què es pot veure els vius i els morts parlar. Es correspon amb les versions literàries en les quals els morts retrauen als vius els seus pecats i els recorden la seua condició mortal.
- L'anomenat Encontre-Meditació, més present a Itàlia, en què apareix un nou personatge: un eremita que fa d'intermediari entre els vius i els morts. En aquesta versió no hi ha comunicació directa entre els vius i els morts, sinó que és l'eremita qui s'adreça als primers per mostrar-los l'horror de la mort.